# 三郎五妹
《三郎五妹》（侗语：saml langc ngoc muiih），贵州侗戏作品，榕江三宝侗戏戏师吴丙兴根据侗族民间故事改编，后由普虹翻译成汉语、整理为八场。
该剧叙述三郎为了逃婚，放木排到了广西梧州，途中遇到了漂亮的五妹。两人情投意合，约定当年八月十五，三郎从梧州回来后接亲。三郎在返回的途中。遇强盗抢劫受伤耽误了婚期。五妹的母亲决意把她许给表哥完婚。五妹不从，吞牛皮自尽。三郎的好友包显见五妹双眼不闭，决意让三郎见五妹一眼再安葬。三郎赶到，揭棺痛哭，哪知五妹未死。在包显的帮助下，三郎与五妹连夜赶回三宝，结为夫妻。